# Związek Południowej Afryki na Letnich Igrzyskach Olimpijskich 1912
Reprezentacja Związku Południowej Afryki na V Letnich Igrzyskach Olimpijskich w Sztokholmie liczyła 21 sportowców, wyłącznie mężczyzn. Reprezentacja ta miała przedstawicieli w sześciu spośród szesnastu rozgrywanych dyscyplin. Najmłodszym reprezentantem kraju był 18-letni tenisista Lionel Tapscott, a najstarszym 53-letni strzelec George Whelan. Południowoafrykańczycy zdobyli na tych igrzyskach sześć medali – cztery złote i dwa srebrne.
Narodowy komitet olimpijski dla brytyjskich terytoriów w południowej Afryce tj. Kolonii Przylądkowej, Kolonii Rzeki Oranje, Kolonii Transwalu oraz Kolonii Natalu, powstał w 1908 roku, by umożliwić start reprezentantów tych krajów pod nazwą „Afryka Południowa” na IV Letnich Igrzyskach Olimpijskich w 1908 roku, zgodnie z ustaleniami Międzynarodowego Komitetu Olimpijskiego z 1907 roku. Po zjednoczeniu i zmianie statusu brytyjskich terytoriów w 1910 roku, kraj startował jako Związek Południowej Afryki.
Start reprezentacji Związku Afryki Południowej na Letnich Igrzyskach Olimpijskich 1912 był jej trzecim oficjalnym występem. W 1904 roku podczas III Letnich Igrzysk Olimpijskich w Saint Louis kraj startował pod nazwą Kolonia Przylądkowa, zaś cztery lata później w Londynie jako Afryka Południowa. Podczas startu w Sztokholmie najlepszy wynik osiągnął tenisista Charles Winslow, który zdobył dwa złote medale w zawodach na korcie otwartym – jeden w grze singlowej, drugi zaś w grze deblowej w parze z Haroldem Kitsonem.
Poza zawodnikami na igrzyska przyjechała również dwuosobowa delegacja złożona z sir Lionela Philliphsa, przedstawiciela Narodowego Komitetu Olimpijskiego i członka Międzynarodowej Komisji Sędziowskiej w strzelectwie, oraz z kapitana W. Wetherella, menadżera ekipy narodowej i także przedstawiciela komitetu narodowego. Ekipie towarzyszył H. B. Keartlard – dziennikarz kapsztadzkiej gazety Cape Argus.

## Statystyki według dyscyplin
Spośród szesnastu dyscyplin sportowych, które Międzynarodowy Komitet Olimpijski włączył do kalendarza igrzysk, reprezentacja Związku Południowej Afryki wzięła udział w sześciu. Najliczniejszą reprezentację Narodowy Komitet Olimpijski tego kraju wystawił w strzelectwie, w której Związek był reprezentowany przez ośmiu zawodników.
| Lp | Sport         | Mężczyźni | Kobiety | Łącznie |
| -- | ------------- | --------- | ------- | ------- |
| 1  | Strzelectwo   | 8         | –       | 8       |
| 2  | Lekkoatletyka | 7         | –       | 7       |
| 3  | Tenis ziemny  | 3         | –       | 3       |
| 4  | Kolarstwo     | 1         | –       | 1       |
| 4  | Pływanie      | 1         | –       | 1       |
| 4  | Szermierka    | 1         | –       | 1       |

## Zdobyte medale

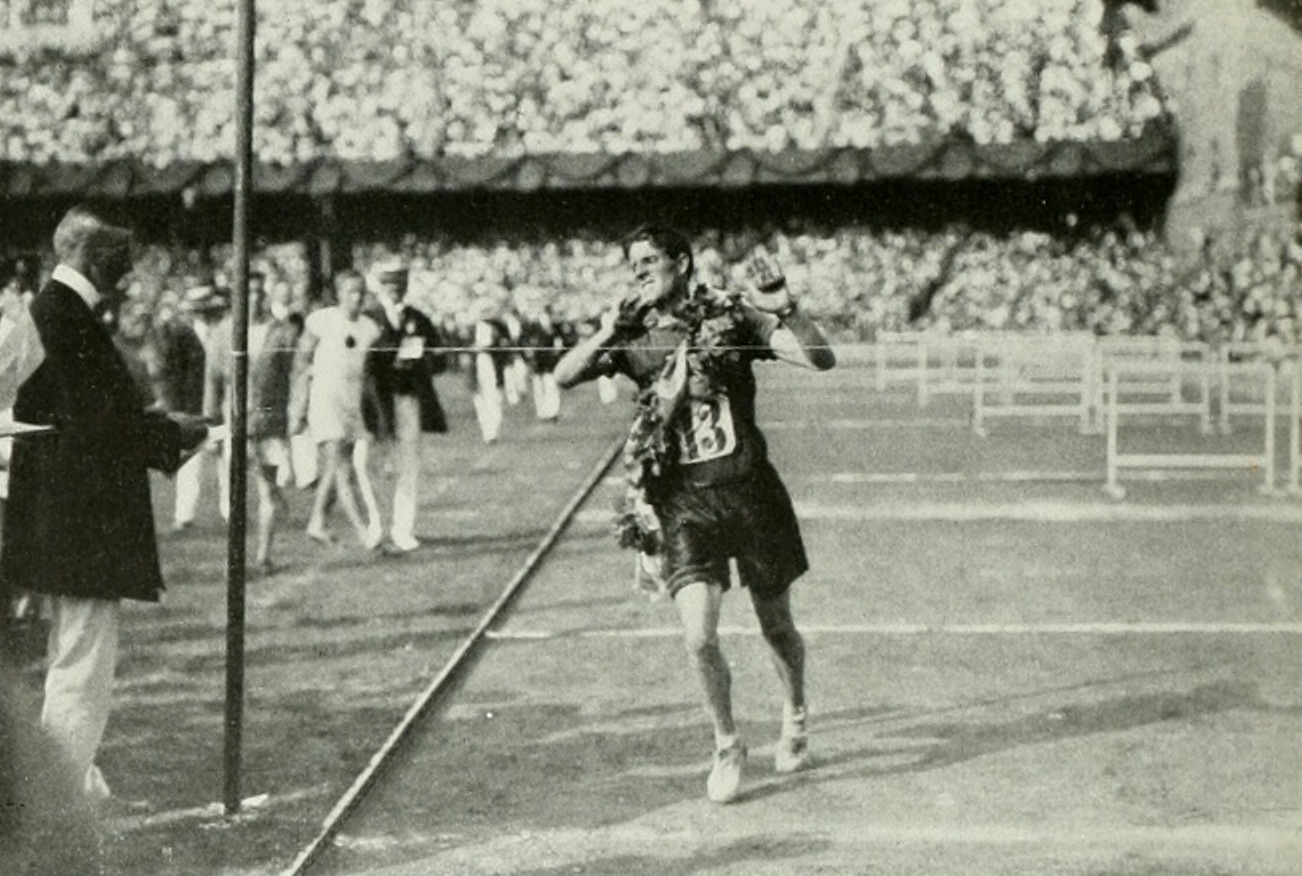
Kenneth McArthur – złoty medalista w maratonie

| Medal  | Zawodnik                      | Dyscyplina    | Konkurencja                       | Data     |
| ------ | ----------------------------- | ------------- | --------------------------------- | -------- |
| Złoto  | Charles Winslow               | Tenis ziemny  | Gra pojedyncza na korcie otwartym | 5 lipca  |
| Złoto  | Harold Kitson Charles Winslow | Tenis ziemny  | Gra podwójna na korcie otwartym   | 5 lipca  |
| Złoto  | Rudolph Lewis                 | Kolarstwo     | Jazda indywidualna na czas        | 7 lipca  |
| Złoto  | Kenneth McArthur              | Lekkoatletyka | Maraton                           | 14 lipca |
| Srebro | Harold Kitson                 | Tenis ziemny  | Gra pojedyncza na korcie otwartym | 5 lipca  |
| Srebro | Christopher Gitsham           | Lekkoatletyka | Maraton                           | 14 lipca |

## Kolarstwo

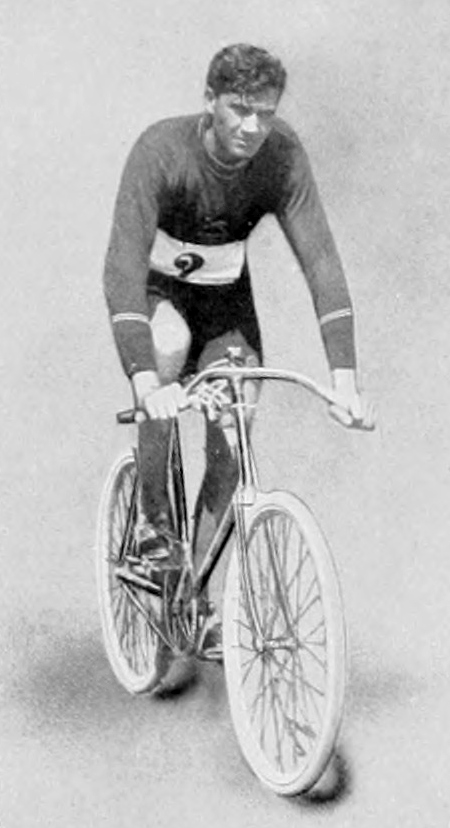
Rudolph Lewis

Podczas V Letnich Igrzysk Olimpijskich w Sztokholmie rozegrano dwie konkurencje w kolarstwie szosowym, obie 7 lipca. Pierwszą z nich była jazda indywidualna na czas mężczyzn. Wystartował w niej jeden reprezentant Związku Południowej Afryki – Rudolph Lewis. Trasa wyścigu liczyła 315 kilometrów, a zawodnicy startowali w dwuminutowych odstępach czasu. Lewis zdominował od cały wyścig. Po 120 kilometrach prowadził nad następnym zawodnikiem o 11,5 minuty, a po 200 kilometrach o 17 minut. Ostatecznie zwyciężył z przewagą ponad dziewięciu minut nad srebrnym medalistą Frederickiem Grubbem z Wielkiej Brytanii. Drugą konkurencją była jazda drużynowa na czas. Wyniki były ustalane na podstawie jazdy indywidualnej. Związek Południowej Afryki wystawił zbyt małą liczbę uczestników.
Zawodnicy:
- Rudolph Lewis

| Konkurencja                | Zawodnik      | Czas       | Miejsce |
| -------------------------- | ------------- | ---------- | ------- |
| Jazda indywidualna na czas | Rudolph Lewis | 10:42:39,0 | złoto   |

## Lekkoatletyka
Reprezentacja Związku Południowej Afryki w lekkoatletyce liczyła siedmiu zawodników. Jeden zawodnik brał udział w trzech konkurencjach, czterech zawodników w dwóch konkurencjach, zaś dwójka zawodników brała udział w jednej konkurencji. Najmłodszym lekkoatletą w ekipie południowoafrykańskiej był 20-letni Joachim Victor, zaś najstarszym – 33-letni Arthur St. Norman.

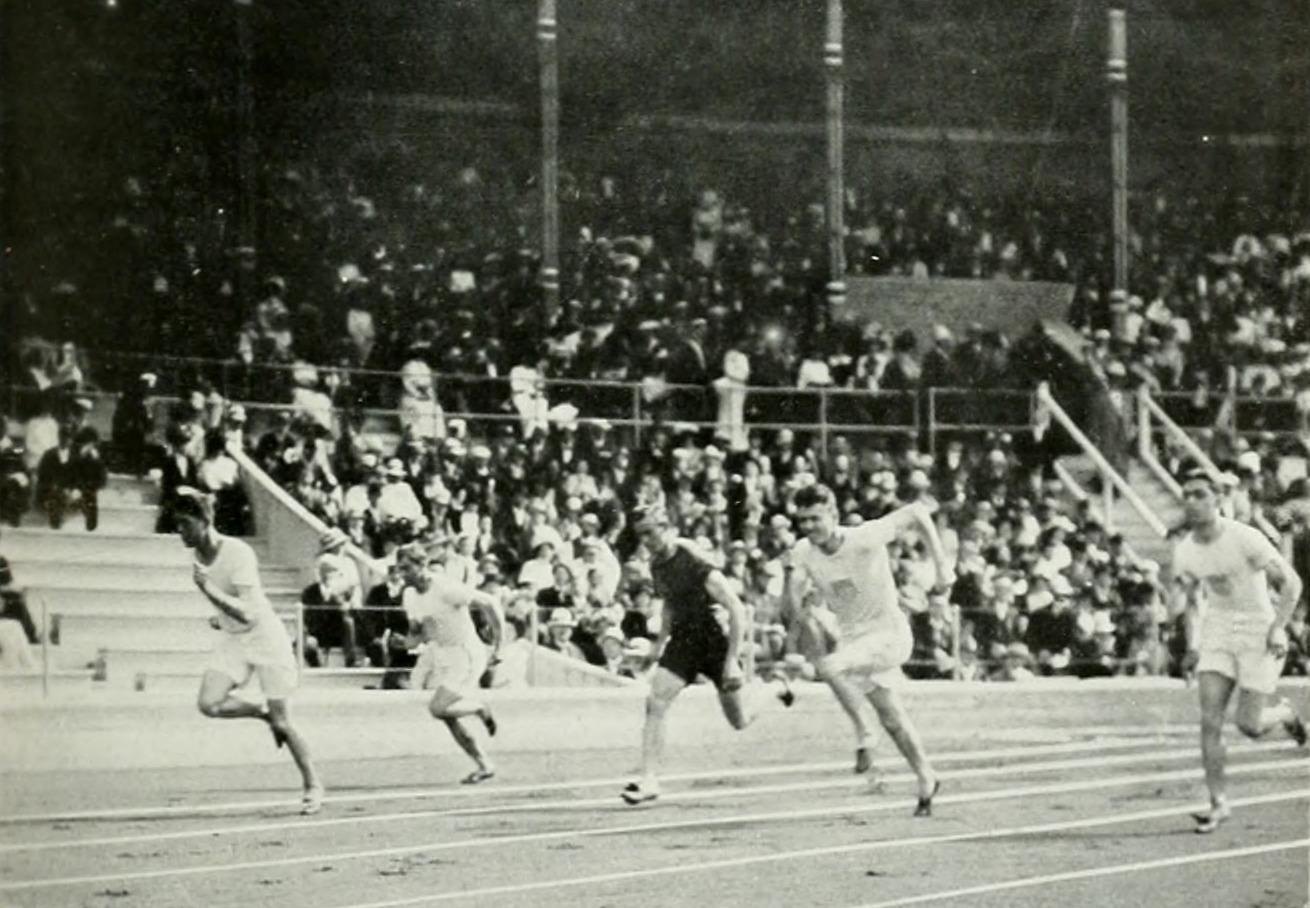
Bieg finałowy na 100 metrów (George Patching w ciemnym stroju)

6 lipca rozpoczęły się eliminacje w biegu na 100 metrów. W tej konkurencji wystartowało dwóch południowoafrykańskich zawodników. W piątym biegu eliminacyjnym wystartował Reuben Povey. Jego wynik pozostaje nieznany, ale wiadomo, że zajął w biegu drugie miejsce i awansował do fazy półfinałowej. Podobnym wynikiem zakończył się trzynasty bieg eliminacyjny, w którym wystartował George Patching. Tego samego dnia rozegrano półfinały. Patching wygrał drugi półfinał z czasem 10,9 s. i awansował do finału. Povey zajął drugie miejsce w szóstym półfinale i odpadł z dalszej rywalizacji. 7 lipca rozegrano bieg finałowy. Patching był w nim jedynym zawodnikiem spoza Stanów Zjednoczonych. Zajął czwarte miejsce z czasem 11,0 sekund.
Tego samego dnia rozpoczęły się również eliminacje w biegu na 800 metrów. Startował w nich jeden Południowoafrykańczyk – Joachim Victor. Wystartował on w biegu nr 8 i z nieznanym czasem zajął w nim trzecie miejsce. Nie pozwoliło mu to awansować do kolejnej, półfinałowej fazy konkurencji. Całą konkurencję wygrał Amerykanin Ted Meredith.
7 lipca rozpoczęły się eliminacje w biegu na 10 000 metrów z udziałem jednego reprezentanta ZPA – Leonarda Richardsona. Wystartował on w drugim biegu, gdzie z czasem 32:30,3 zdobył pierwsze miejsce i o ponad minutę poprawił rekord olimpijski ustanowiony przez Fina Hannesa Kolehmainena w pierwszym biegu eliminacyjnym, wynik Richardsona był także rekordem kraju. Bieg finałowy rozegrany następnego dnia zakończył się dla Richardsona niepowodzeniem. Nie ukończył on wyścigu, a złoto zdobył Kolehmainen ustanawiając nowy rekord olimpijski, lepszy od rekordu Południowoafrykańczyka o minutę i dziewięć sekund.
8 lipca rozpoczęły się eliminacje w chodzie sportowym na 10 kilometrów. Startował w nich jeden reprezentant południowoafrykański – Arthur St. Norman. Wystartował on w drugim biegu eliminacyjnym, gdzie z czasem 50:17,9 zajął drugie miejsce, czym zdobył kwalifikacje do biegu finałowego, rozegranego 11 lipca. W trakcie tego biegu St. Norman został zdyskwalifikowany, a złoty medal zdobył reprezentant Kanady George Goulding czasem 46:28,4.
9 lipca rozpoczęto eliminacje biegu na 1500 metrów. Wystartował w nich jeden reprezentant Związku – Joachim Victor. Był to jego drugi start na tych igrzyskach. Startował w biegu eliminacyjnym nr 4, w którym zajął trzecie miejsce z czasem 4:12,7 sekundy. Do finału awansowało po dwóch pierwszych zawodników z każdego biegu, co znaczyło, że Victor odpadł w tej fazie konkurencji. Do drugiego zawodnika w swoim biegu zabrakło mu 0,3 sekundy. Całą konkurencję wygrał Brytyjczyk Arnold Jackson.
10 lipca rozpoczęły się eliminacje w biegu na 200 metrów. W konkurencji tej wystartowało dwóch reprezentantów Związku Południowej Afryki – Reuben Povey oraz George Patching. Był to ich drugi start na tych igrzyskach. Pierwszy wystartował Povey. Z nieznanym czasem zajął on drugie miejsce w biegu eliminacyjnym nr 7, natomiast Patching z czasem 22,3 sekundy zajął pierwsze miejsce w biegu nr 14. W ten sposób obaj awansowali do fazy półfinałowej, rozgrywanej jeszcze tego samego dnia. Tym razem kolejność startu południowoafrykańskich zawodników była odwrotna. Pierwszy wystartował Patching, który nie ukończył półfinału nr 3, zaś Povey ukończył półfinał nr 5 na piątym miejscu; tym samym obaj odpadli z rywalizacji. Całą konkurencję wygrał Amerykanin Ralph Craig.
12 lipca rozpoczęły się eliminacje w biegu na 400 metrów. W tej konkurencji startował jeden południowoafrykański zawodnik – George Patching. Był to jego trzeci start na igrzyskach. Wystartował on w ostatnim, piętnastym biegu eliminacyjnym, w którym zwyciężył z czasem 51,5 sekundy i awansował tym samym do fazy półfinałowej. Półfinały były rozgrywane tego samego dnia. Patching wystartował w trzecim półfinale i zakończył go z wynikiem 50,5. Mimo że jego wynik był o sekundę lepszy od wyniku w eliminacjach, zawodnik zajął jedynie trzecie miejsce i odpadł z dalszej rywalizacji. Całą konkurencję wygrał Amerykanin Charles Reidpath.

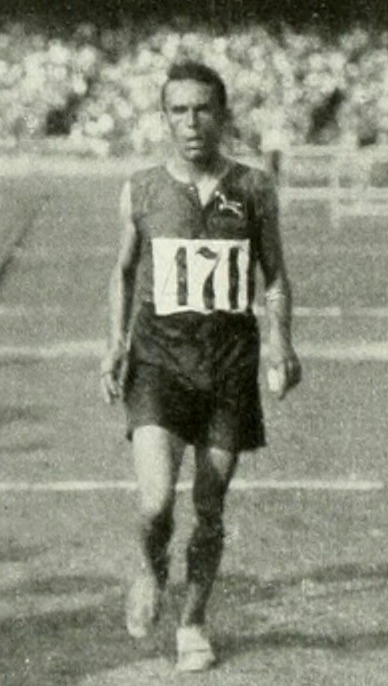
Cristopher Gitsham przekracza metę maratonu

W niedzielę 14 lipca został rozegrany bieg maratoński. W tej konkurencji startowało trzech południowoafrykańskich zawodników, a ich start zakończył się zdobyciem mistrzostwa i wicemistrzostwa olimpijskiego. Złotym medalistą został Kenneth McArthur, który czasem 2:36:54,8 ustanowił nowy rekord olimpijski. Niecałą minutę po nim (2:37:52,0) linię mety przekroczył drugi z zawodników Związku Christopher Gitsham. Trzeci z zawodników, Arthur St. Norman, nie ukończył biegu.
15 lipca rozegrano bieg przełajowy na dystansie około 12 kilometrów. W tej konkurencji wystartował jeden południowoafrykański zawodnik – Leonard Richardson. Był to drugi start tego zawodnika na tych igrzyskach, a jednocześnie ostatni start reprezentanta Związku Południowej Afryki w konkurencji lekkoatletycznej. Czasem 47:33,5 zdobył on ósme miejsce. Złotym medalistą został Fin Hannes Kolehmainen.
Zawodnicy:
- Christopher Gitsham
- Kenneth McArthur
- George Patching
- Reuben Povey
- Leonard Richardson
- Arthur St. Norman
- Joachim Victor

| Konkurencja     | Zawodnik            | Eliminacje | Eliminacje         | Półfinał | Półfinał           | Finał     | Finał   |
| --------------- | ------------------- | ---------- | ------------------ | -------- | ------------------ | --------- | ------- |
| Konkurencja     | Zawodnik            | Czas       | Miejsce            | Czas     | Miejsce            | Czas      | Miejsce |
| 100 m           | George Patching     | nn         | 2. w swoim biegu Q | 10,9     | 1. w swoim biegu Q | 11,0      | 4.      |
| 100 m           | Reuben Povey        | nn         | 2. w swoim biegu Q | nn       | 2. w swoim biegu   | NQ        | NQ      |
| 200 m           | George Patching     | 22,3       | 1. w swoim biegu Q | –        | DNF                | NQ        | NQ      |
| 200 m           | Reuben Povey        | nn         | 2. w swoim biegu Q | nn       | 5. w swoim biegu   | NQ        | NQ      |
| 400 m           | George Patching     | 51,1       | 1. w swoim biegu Q | 50,5     | 3. w swoim biegu   | NQ        | NQ      |
| 800 m           | Joachim Victor      | nn         | 3. w swoim biegu   | NQ       | NQ                 | NQ        | NQ      |
| 1500 m          | Joachim Victor      | 4:12,7     | 3. w swoim biegu   | NQ       | NQ                 | NQ        | NQ      |
| 10 000 m        | Leonard Richardson  | 32:30,3    | 1. w swoim biegu Q | —        | —                  | –         | DNF     |
| Maraton         | Kenneth McArthur    | —          | —                  | —        | —                  | 2:36:54,8 | [ 16 ]  |
| Maraton         | Christopher Gitsham | —          | —                  | —        | —                  | 2:37:52,0 | [ 16 ]  |
| Maraton         | Arthur St. Norman   | —          | —                  | —        | —                  | –         | DNF     |
| Chód na 10 km   | Arthur St. Norman   | 50:17,9    | 2. w swoim biegu Q | —        | —                  | –         | DQ      |
| Bieg przełajowy | Leonard Richardson  | —          | —                  | —        | —                  | 47:33,5   | 8.      |

## Pływanie
W konkurencjach pływackich wystąpił tylko jeden reprezentant Związku Południowej Afryki. Był nim George Godfrey, wystartował w jednej konkurencji, pływaniu na dystansie 400 metrów stylem dowolnym. Z czasem 6:30,6 zajął czwarte miejsce w szóstym wyścigu eliminacyjnym. Z racji tego, iż do półfinałów awansowała najlepsza dwójka z każdego wyścigu i najszybszy zawodnik z trzeciego miejsca, Godfrey nie przeszedł do następnej fazy rozgrywek.
Zawodnicy:
- George Godfrey

| Konkurencja           | Zawodnik       | Eliminacje | Eliminacje         | Półfinał | Półfinał | Finał | Finał   |
| --------------------- | -------------- | ---------- | ------------------ | -------- | -------- | ----- | ------- |
| Konkurencja           | Zawodnik       | Czas       | Miejsce            | Czas     | Miejsce  | Czas  | Miejsce |
| 400 m stylem dowolnym | George Godfrey | 6:30,6     | 4. w swoim wyścigu | NQ       | NQ       | NQ    | NQ      |

## Strzelectwo
W konkurencjach strzeleckich Związek Południowej Afryki reprezentowało ośmiu zawodników. Startowali oni wyłącznie w konkurencjach karabinowych. Trzech z nich brało udział w pięciu konkurencjach, kolejnych trzech zawodników – w czterech, a dwóch zawodników w trzech konkurencjach. Najmłodszym południowoafrykańskim strzelcem był 22-letni Ernest Keeley, zaś najstarszym 53-letni George Whelan.
29 czerwca rozpoczęły się zawody w pierwszej konkurencji strzeleckiej z udziałem reprezentantów Związku – konkursie drużynowym w strzelaniu z karabinu wojskowego. Ekipa południowoafrykańska w składzie George Harvey, Robert Bodley, Arthur Smith, Ernest Keeley, Charles Jeffreys i Robert Patterson uplasowała się na czwartym miejscu z łącznym wynikiem 1531 punktów. Do brązowego medalu zabrakło drużynie trzydziestu dziewięciu punktów. Złoto zdobyła drużyna Stanów Zjednoczonych z 1687 punktami.
1 lipca rozegrano dwie konkurencje z udziałem zawodników południowoafrykańskich. Pierwszą z nich było strzelanie z karabinu wojskowego w trzech pozycjach z 300 metrów. Najlepszym reprezentantem Związku Południowej Afryki był Harvey, który uplasował się na dziesiątym miejscu z 90 punktami. W pierwszej dwudziestce znalazł się jeszcze Keeley – zajął on 13. miejsce z 89 punktami. Pozostali zawodnicy zajęli miejsca poza pierwszą trzydziestką. Konkurencję wygrał Węgier Sándor Prokopp, zdobywając 97 punktów.
Drugą konkurencją było strzelanie z karabinu wojskowego w pozycji dowolnej z 600 metrów. Ponownie najlepszym południowoafrykańskim zawodnikiem okazał się Harvey. Zdobył on 83 punkty i uplasował się na 21. miejscu. Pozostali zawodnicy zajęli miejsca poza pierwszą czterdziestką. Konkurs wygrał Francuz Paul Colas zdobywając 94 punkty.
2 lipca rozegrano zawody w strzelaniu z karabinu dowolnego w trzech pozycjach z 300 metrów. Ponownie najlepszym z południowoafrykańskich reprezentantów okazał się Harvey – z 874 punktami uplasował się na 40. miejscu. Zdobył on także najwięcej punktów wśród Południowoafrykańczyków w strzelaniu w pozycji leżącej, 240 punktów. W pozycji stojącej Harvey zdobył 346 punktów, podobnie jak inny z członków ekipy, Bodley, który zdobył najwięcej punktów wśród Południowoafrykańczyków w pozycji klęczącej – 310 punktów. Ostatecznie Bodley z wynikiem 806 punktów uplasował się na 55. pozycji. Pozostali z zawodników zajęli odpowiednio: Patterson – 51. miejsce z 810 punktami, Keeley – 56. miejsce z liczbą 800 punktów, Whelan – 61. miejsce z 762 punktami, Smith – 64. miejsce z 752 punktami, Johnstone – 67. miejsce z wynikiem 741 punktów, Jeffreys – 70. miejsce z 710 punktami. Konkurencję wygrał Francuz Colas zdobywając 987 punktów.
Ostatnią konkurencją strzelecką z udziałem reprezentantów Związku Południowej Afryki było drużynowe strzelanie z karabinu dowolnego w trzech pozycjach z 300 metrów. Ekipa w składzie George Harvey, Robert Bodley, Arthur Smith, Ernest Keeley, George Whelan i Robert Patterson zajęła 6. miejsce zdobywając 4897 punktów. Konkurs wygrała drużyna szwedzka z wynikiem 5655 punktów.
Zawodnicy:
- Robert Bodley
- Charles Jeffreys
- Albert Johnstone
- Ernest Keeley
- George Harvey
- Robert Patterson
- Arthur Smith
- George Whelan

Konkurencje indywidualne:
| Konkurencja                               | Zawodnik         | Wynik końcowy | Wynik końcowy |
| ----------------------------------------- | ---------------- | ------------- | ------------- |
| Konkurencja                               | Zawodnik         | Wynik         | Miejsce       |
| Karabin dowolny (trzy pozycje, 300 m)     | George Harvey    | 874           | 40.           |
| Karabin dowolny (trzy pozycje, 300 m)     | Robert Patterson | 810           | 51.           |
| Karabin dowolny (trzy pozycje, 300 m)     | Robert Bodley    | 806           | 55.           |
| Karabin dowolny (trzy pozycje, 300 m)     | Ernest Keeley    | 800           | 56.           |
| Karabin dowolny (trzy pozycje, 300 m)     | George Whelan    | 762           | 61.           |
| Karabin dowolny (trzy pozycje, 300 m)     | Arthur Smith     | 752           | 64.           |
| Karabin dowolny (trzy pozycje, 300 m)     | Albert Johnstone | 741           | 67.           |
| Karabin dowolny (trzy pozycje, 300 m)     | Charles Jeffreys | 715           | 70.           |
| Karabin wojskowy (trzy pozycje, 300 m)    | George Harvey    | 90            | 10.           |
| Karabin wojskowy (trzy pozycje, 300 m)    | Ernest Keeley    | 89            | 13.           |
| Karabin wojskowy (trzy pozycje, 300 m)    | Charles Jeffreys | 82            | 34.           |
| Karabin wojskowy (trzy pozycje, 300 m)    | Robert Bodley    | 78            | 46.           |
| Karabin wojskowy (trzy pozycje, 300 m)    | Robert Patterson | 72            | 59.           |
| Karabin wojskowy (trzy pozycje, 300 m)    | George Whelan    | 64            | 73.           |
| Karabin wojskowy (trzy pozycje, 300 m)    | Albert Johnstone | 62            | 77.           |
| Karabin wojskowy (trzy pozycje, 300 m)    | Arthur Smith     | 56            | 84.           |
| Karabin wojskowy (dowolna pozycja, 600 m) | George Harvey    | 83            | 21.           |
| Karabin wojskowy (dowolna pozycja, 600 m) | Charles Jeffreys | 76            | 42.           |
| Karabin wojskowy (dowolna pozycja, 600 m) | Albert Johnstone | 75            | 43.           |
| Karabin wojskowy (dowolna pozycja, 600 m) | Robert Patterson | 73            | 56.           |
| Karabin wojskowy (dowolna pozycja, 600 m) | Robert Bodley    | 73            | 57.           |

Konkurencje drużynowe:
| Konkurencja                           | Zawodnicy                                                                                | Wynik końcowy | Wynik końcowy |
| ------------------------------------- | ---------------------------------------------------------------------------------------- | ------------- | ------------- |
| Konkurencja                           | Zawodnicy                                                                                | Wynik         | Miejsce       |
| Karabin dowolny (trzy pozycje, 300 m) | George Harvey Robert Bodley Robert Patterson Arthur Smith Ernest Keeley George Whelan    | 4897          | 6.            |
| Karabin wojskowy                      | George Harvey Robert Bodley Robert Patterson Arthur Smith Ernest Keeley Charles Jeffreys | 1531          | 4.            |

## Szermierka
W turniejach szermierczych Związek Południowej Afryki reprezentował tylko jeden zawodnik – 41-letni Walter Gates. Był to jego drugi udział w igrzyskach olimpijskich, po starcie na igrzyskach w Londynie w 1908 roku. Wziął on udział w trzech turniejach indywidualnych: w szabli, w szpadzie i we florecie. W każdym z tych turniejów rywalizacja kończyła się dla niego na rundzie eliminacyjnej. W turnieju florecistów wygrał jedną ze swoich sześciu walk, w turnieju szpadzistów także jedną z sześciu, zaś w turnieju szablistów jedną z trzech.
Zawodnicy:
- Walter Gates

| Konkurencja | Zawodnik     | Eliminacje                                                                                  | Eliminacje | Ćwierćfinał | Ćwierćfinał | Półfinał    | Półfinał | Finał       | Finał   | Miejsce         |
| Konkurencja | Zawodnik     | Przeciwnicy                                                                                 | Wygrane    | Przeciwnicy | Wygrane     | Przeciwnicy | Wygrane  | Przeciwnicy | Wygrane | Miejsce         |
| ----------- | ------------ | ------------------------------------------------------------------------------------------- | ---------- | ----------- | ----------- | ----------- | -------- | ----------- | ------- | --------------- |
| Floret      | Walter Gates | Nedo Nadi Zoltán Schenker Scott Breckinridge Miloš Klika Percival Davson Julius Thomson     | 1          | NQ          | NQ          | NQ          | NQ       | NQ          | NQ      | Miejsca 49-104. |
| Szpada      | Walter Gates | Lars Aas Philippe le Hardy de Beaulieu Martin Holt Alfred Sauer Josef Javůrek Albertus Perk | 1          | NQ          | NQ          | NQ          | NQ       | NQ          | NQ      | Miejsca 49-95.  |
| Szabla      | Walter Gates | Francesco Pietrasanta Pál Pajzs Alfred Syson                                                | 1          | NQ          | NQ          | NQ          | NQ       | NQ          | NQ      | Miejsca 49-64.  |

## Tenis ziemny
W turniejach tenisowych Związek Południowej Afryki był reprezentowany przez trzech zawodników: 18-letniego Lionela Tapscotta, 23-letniego Charlesa Winslowa oraz 38-letniego Harolda Kitsona. Cała trójka wzięła udział w turnieju singlistów na korcie otwartym, a para Winslow/Kitson także w grze deblowej mężczyzn na korcie otwartym.
Pierwsza runda turnieju singlowego została rozegrana 28 czerwca. Najwcześniej z singlistów rozpoczął rywalizację Tapscott. Jako jeden z czterech zawodników musiał wziąć udział w meczach 1/64 finału, gdzie w trzech setach (6:4, 6:1, 6:2) pokonał czeskiego zawodnika Jiříego Kodla. Tego samego dnia rozpoczęła się rywalizacja w turnieju deblistów na korcie otwartym. Para Kitson/Winslow pokonała parę duńską Ingerslev/Arenholt w trzech setach: 6:4, 6:1, 6:4.
Druga runda turnieju singlowego miała miejsce od 28 do 30 czerwca. Pierwszego dnia kolejny z zawodników południowoafrykańskich wygrał swój pojedynek. Kitson pokonał Szweda Hakona Lefflera 3:0 w setach (6:2, 6:1, 6:0). Tapscott zmierzył się 30 czerwca w drugiej rundzie z Austriakiem Fritzem Piepsem. Pięciosetowy mecz zakończył się zwycięstwem 3:2 (3:6, 7:5, 4:6, 7:5, 7:5) reprezentanta z Afryki. Trzeci z zawodników, Chrales Winslow, pokonał w 3:0 (7:5, 6:2, 6:3) Duńczyka Ernsta Frigasta. Nieznana jest data tego meczu, lecz można przypuszczać, że miał on miejsce 28 lub 29 czerwca, gdyż 30 czerwca Winslow rozegrał mecz trzeciej rundy.
Trzecia runda turnieju singlowego rozgrywana była w dniach 29 czerwca – 1 lipca. Wszystkie mecze zawodników południowoafrykańskich zakończyły się ich zwycięstwami: Kitson pokonał Szweda Fransa Möllera 3:0 (6:2, 6:2, 6:3), Tapscott pokonał Francuza, późniejszego triumfatora French Open, François Blanchy’ego 3:2 (1:6, 5:7, 6:3, 6:4, 6:4), zaś Winslow pokonał kolejnego Duńczyka Axela Thayssena 3:1 (6:4, 3:6, 6:4, 6:4). Wszystkie mecze odbyły się 30 czerwca. W tych dniach rozegrano także drugą rundę turnieju deblowego mężczyzn. Para Kitson/Winslow 30 czerwca wygrała mecz z parą węgierską von Kehrling/von Zsigmondy 3:1 (6:3, 6:3, 7:9, 6:2).
Czwarta runda turnieju singlowego została rozegrana 1 lipca. Tego dnia z rozgrywkami pożegnał się Tapscott, który przegrał swój mecz 2:3 (6:1, 6:4, 2:6, 4:6, 2:6) z czeskim zawodnikiem Ladislavem Žemlą. Pozostali zawodnicy południowoafrykańscy wygrali swoje mecze 3:0 – Kitson pokonał Niemca Heinricha Schomburgka (6:2, 6:2, 6:3), a Winslow wygrał mecz z Duńczykiem Vagnem Ingerslevem (6:4, 8:6, 6:4). Tego dnia rozegrano także mecz ćwierćfinałowy w grze podwójnej mężczyzn. Para Kitson/Winslow pokonała parę szwedzką Wennergren/Nylén w trzech setach: 6:3, 7:5, 6:1.
W rundzie ćwierćfinałowej rozgrywanej 2 i 3 lipca, obok dwóch reprezentantów Związku Południowej Afryki pojawili się także dwaj zawodnicy austriaccy, trzej niemieccy i jeden czeski. Pierwszy swój mecz rozegrał Charles Winslow. Jego przeciwnikiem był Niemiec Luis Maria Heyden. Południowoafrykańczyk wygrał dwa pierwsze sety, do dwóch i do czterech, kolejne dwa wygrane zostały przez Heydena – trzeci 10:8, a czwarty 6:4. Wynik piątego seta miał przesądzić o awansie do strefy medalowe. Winslow wygrał go 6:3 i awansował do kolejnej fazy turnieju. 3 lipca swój mecz rozegrał Harold Kitson, a jego rywalem był austriacki zawodnik Ludwig von Salm-Hoogstraeten. Reprezentant Związku wygrał swój mecz w trzech setach: 6:2, 6:2, 6:4; i także awansował do półfinałów.
3 lipca rozegrano mecze półfinałowe gry deblowej mężczyzn. Para Kitson/Winslow zmierzyła się z parą czeską Just/Žemla. Pierwszego seta wygrali Czesi 6:4. Kolejne rozstrzygnęli na swoją korzyść reprezentanci Związku Południowej Afryki. Wygrali on kolejno 6:1, 7:5 i 6:4. Tym sposobem awansowali do walki o złoto. W finale, rozegranym 5 lipca, zmierzyli się z parą austriacką Zborzil/Pipes. Południowoafrykańczycy wygrali finał 3:1 (4:6, 6:1, 6:2, 6:2).
Mecze półfinałowe rozegrane zostały 3 i 4 lipca. Pierwszego dnia Winslow zmierzył się z reprezentantem Cesarstwa Niemieckiego Oscarem Kreuzerem. Wygrał swój mecz w trzech setach: 9:7, 7:5, 6:2, czym zapewnił sobie udział w finale i medal. Drugi z zawodników, Kitson, rozegrał swój mecz dzień później. Jego rywalem był pogromca Tapscotta z czwartej rundy turnieju, Ladislav Žemla. Czech wygrał pierwszego seta 6:2, dwa kolejne wygrane zostały przez Południowoafrykańczyka 6:3 i 6:2, zaś czwartego seta ponownie wygrał Czech 6:4. Losy udziału w finale rozstrzygnęły się w secie piątym wygranym przez Kitsona 6:3. Tym sposobem obaj reprezentanci Związku Południowej Afryki spotkali się ze sobą w finale, rozegranym 5 lipca. Złoty medal i tytuł mistrza olimpijskiego zdobył Charles Winslow, pokonując Harolda Kitsona 3:1 (7:5, 4:6, 10:8, 8:6).
Zawodnicy:
- Harold Kitson
- Lionel Tapscott
- Charles Winslow

| Konkurencja    | Zawodnik                      | 1/64 finału                | 1/32 finału                            | 1/16 finału                              | 1/8 finału                                            | Ćwierćfinał                             | Półfinał                              | Finał / Mecz o trzecie miejsce            | Miejsce |
| Konkurencja    | Zawodnik                      | Przeciwnik Wynik           | Przeciwnik Wynik                       | Przeciwnik Wynik                         | Przeciwnik Wynik                                      | Przeciwnik Wynik                        | Przeciwnik Wynik                      | Przeciwnik Wynik                          | Miejsce |
| -------------- | ----------------------------- | -------------------------- | -------------------------------------- | ---------------------------------------- | ----------------------------------------------------- | --------------------------------------- | ------------------------------------- | ----------------------------------------- | ------- |
| Gra pojedyncza | Charles Winslow               | —                          | Frigast W 3:0 (7:5, 6:2, 6:3)          | Thayssen W 3:1 (6:4, 3:6, 6:4, 6:4)      | Ingerslev W 3:0 (6:4, 8:6, 6:4)                       | Heyden W 3:0 (6:2, 6:4, 8:10, 4:6, 6:3) | Kreuzer W 3:0 (9:7, 7:5, 6:2)         | Kitson W 3:1 (7:5, 4:6, 10:8, 8:6)        | złoto   |
| Gra pojedyncza | Harold Kitson                 | —                          | Leffler W 3:0 (6:2, 6:1, 6:0)          | Möller W 3:0 (6:2, 6:2, 6:3)             | Schomburgk W 3:0 (6:2, 6:2, 6:3)                      | von Salm W 3:0 (6:2, 6:2, 6:4)          | Žemla W 3:2 (2:6, 6:3, 6:2, 4:6, 6:3) | Winslow P 1:3 (5:7, 6:4, 8:10, 6:8)       | srebro  |
| Gra pojedyncza | Lionel Tapscott               | Kodl W 3:0 (6:4, 6:1, 6:2) | Piepes W 3:2 (3:6, 7:5, 4:6, 7:5, 7:5) | Blanchy W 3:2 (1:6, 5:7, 6:3, 6:4, 6:4)  | Žemla P 2:3 (6:1, 6:4, 2:6, 4:6, 2:6)                 | NQ                                      | NQ                                    | NQ                                        | 9-16    |
| Gra podwójna   | Charles Winslow Harold Kitson | —                          | —                                      | Ingerslev Arenholt W 3:0 (6:1, 6:4, 6:1) | von Kehrling von Zsigmondy W 3:1 (6:3, 6:3, 7:9, 6:2) | Wennergren Nylén W 3:0 (6:3, 7:5, 6:1)  | Žemla Just W 3:1 (4:6, 6:1, 7:5, 6:4) | Zborzil Piepes W 3:1 (4:6, 6:1, 6:2, 6:2) | złoto   |